# Vargo

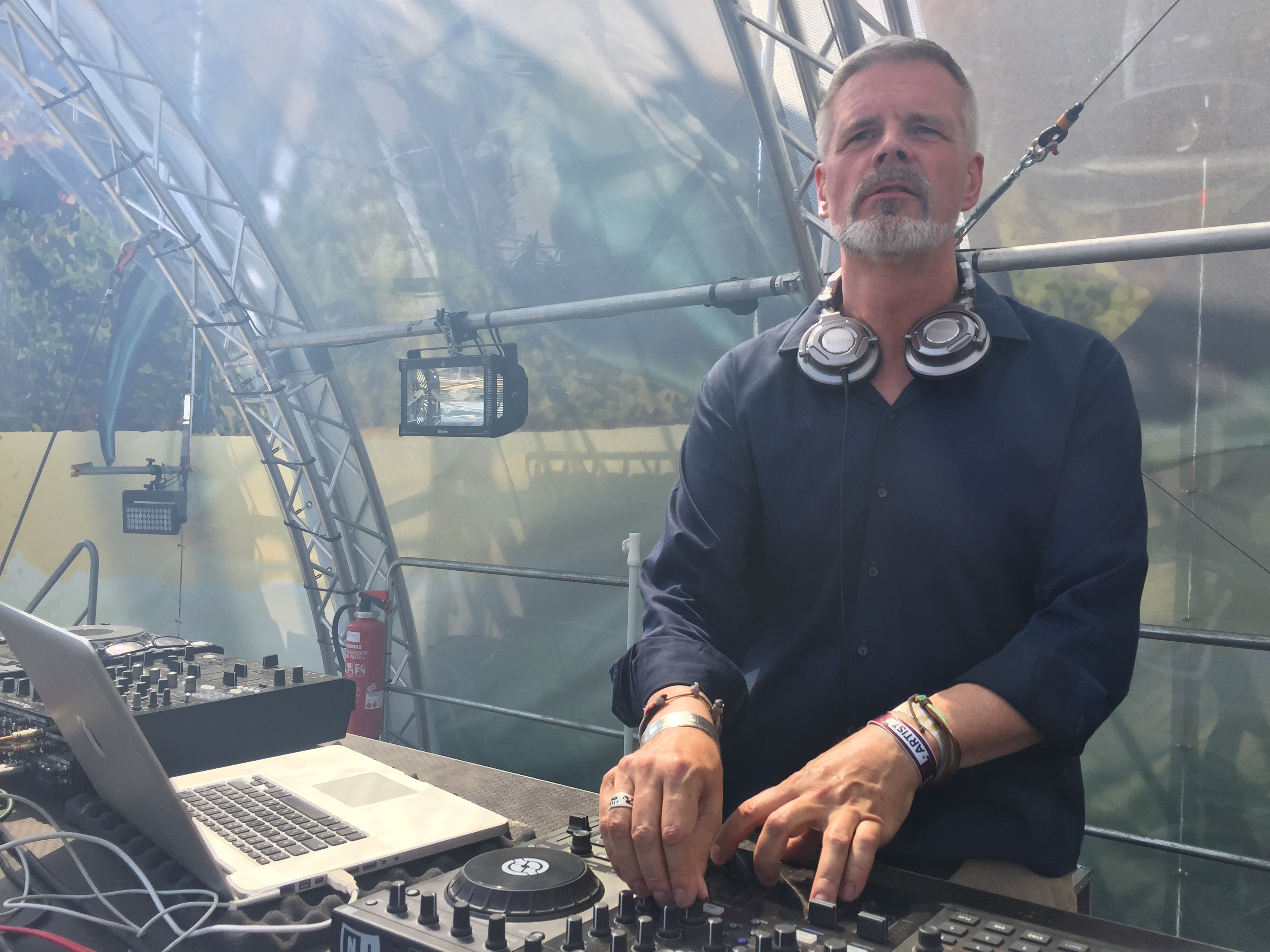
Vargo

Vargo ist der deutsche Elektronik-Musiker und Produzent Ansgar Üffink. Seine elektronischen Klangwelten sind oft mit Weltmusikelementen angereichert. Sie sind vor allem den Musikrichtungen Vocal-Ambient/Chill Out/Lounge zuzuordnen.
Erste internationale Aufmerksamkeit erlangte Vargo durch diverse Veröffentlichungen auf den CD-Reihen Café del Mar und Buddha Bar.

## Bandgeschichte
Üffink wurde am 9. Juli 1960 bei Borken (Westfalen) geboren. Nach seinem Tonmeisterabschluss am Institut für Toningenieure in München (heute SAE) Mitte der 80er Jahre sammelte er u. a. als Produzent diverse Erfahrungen in der Musikbranche und wechselte schließlich 1995 nach Hamburg. Im Jahr 2000 kam es zur Gründung von Vargo und dem ersten noch instrumentalen Titel „Electric Diver“, der schließlich bei Spirit Zone auf der „Global Psychedelic Chillout 2“ veröffentlicht wurde.
Nach einem Besuch des Café del Mar auf Ibiza schrieb Üffink im Jahr 2001 den Titel „Get Back To Serenity“, der die Suche nach einer Sängerin erforderlich machte. Bei einer Audition von drei Sängerinnen war Stephanie Hundertmark die erste, die vorsingen durfte. Üffink entschied sich spontan für sie, ohne sich die anderen Sängerinnen anzuhören. Der mit ihr aufgenommene Titel „Get Back To Serenity“ wurde auf der Kompilation „Café del mar Dreams 2“ veröffentlicht und entwickelte sich zu einem bis heute (Stand: Juli 2006) für mittlerweile rund 50 Compilations angefragten Chillout-Klassiker. Mittlerweile weichen die anfragenden Plattenfirmen bei ihren Zusammenstellungen der Kompilationen auf existierende Remixe des Songs aus.
Um sich vollends Vargo widmen zu können, kündigte Üffink seinen Job, flog im Oktober 2001 nach Ibiza und begann dort die Arbeit am Album „Beauty“. Während dieser Arbeiten lernte er Bruno Lepretre (Resident-DJ des Café del Mar) kennen, und es entwickelte sich unter dem Namen Lovers Lane eine langfristige musikalische Zusammenarbeit mit weiteren Veröffentlichungen auf vielen Kompilationen.
Zwei Jahre wurde an dem Album gearbeitet, bis es schließlich Anfang 2004 in Frankreich veröffentlicht wurde. Isabelle Vaudey vom französischen Label Vox Terrae fragte ursprünglich zwei Stücke für Compilations an, doch schließlich wollte sie auch das Album veröffentlichen. Später stellte Vaudey die Verbindung für eine Veröffentlichung in den USA her.
In Frankreich, in den USA und in weiten Teilen Asiens verkaufte sich das Album mit großem Erfolg. Für Deutschland wurde zwischen dem Management Modern Soul und Üffinks Produktionsfirma Ambient Domain eine strategische Label-Gemeinschaft gegründet, aus deren Zusammenarbeit im November 2004 die Veröffentlichung des Albums in Deutschland erwuchs.
2010 wurde das Album „Precious“ auf dem eigenen Label Ambient Domain herausgebracht, das er zusammen mit seinem Partner Timm Korth betreibt. Seitdem veröffentlichte Üffink unter dem Namen Vargo die Compilation-Reihen „Lauschkost“, „Vargo Lounge - Summer Celebration“ und „Vargo Lounge - 10 Years of Chill Out“. Sämtliche Compilations belegten die vordersten Plätze der iTunes Electronic Charts. Die Lauschkost 3 erreichte Platz eins.
Anfang 2014 rief Üffink die Radiosendung „Vargo Lounge - Sessions“ ins Leben, die seitdem auf den Sendern Planet Radio, Sceen FM und Ocean Radio Chilled ausgestrahlt wird. Die Sendung wird auch regelmäßig an Vargos Newsletter-Abonnenten verschickt, die sie so unabhängig von der Sendezeit hören können.
Im November 2014 erschien Vargos drittes Album „Goodbye is a New Beginning“. Der Name ist Programm, denn es ist das Abschiedsalbum von Sängerin Stephanie Hundertmark, die sich mehr aus dem Musikgeschäft zurückziehen möchte. Zur Albumveröffentlichung fand das Abschiedskonzert im Planetarium Hamburg statt.

## Vargo in der Öffentlichkeit
- Live-Auftritte unter anderem beim Lovefield-Festival 2003 und beim Deichbrand Festival 2015, in Raphaël Marionneaus café abstrait in Hamburg, im Planetarium Berlin und Hamburg oder der Sand World in Travemünde sowie in Dubai.
- Deutschland-Tour 2007: Vargo DJ-Set zusammen mit Qbi Power Yoga.
- Vargo erreichten Direktveröffentlichungen in beinahe allen Ländern der Welt.
- In Singapur schafften Vargo mit ihrem Album „Beauty“ den Sprung in die Top 40.
- In Deutschland stand „Beauty“ monatelang in den iTunes-Album-Charts und ist Dauergast in den iTunes-Electronic-Charts (Höchstplatzierung: Platz 3). Das Stück „The Flow“ stieg bis auf Platz sechs in den iTunes-Titel-Charts.
- „Get Back to Serenity“ von Vargo wurde für den TV-Spot der Nichtraucherkampagne zur Fußball-WM 2006 (u. a. mit Michael Ballack, Owen Hargreaves) ausgewählt, der außer im TV in allen Stadien zu allen Spielen mehrfach gezeigt wurde.
- Sony Pictures Imageworks (verantwortlich für Filme wie Spider-Man, Matrix oder Aviator) erwirbt die Rechte am Vargo-Stück „Electric Diver“ für ihr neues Showreel.
- Der Raumklang-Mix des Vargo-Titels „Get Back to Serenity“ diente dem Fraunhofer-Institut IIS als Referenz für das MP3-Surround-Format.
- Aufbauend auf dem Vargo-Titel „Silence“ schuf Filmemacherin Kerstin Sprenger einen auf Super 8 gedrehten Kurzfilm, der auf dem Revelation Filmfest in Perth (Australien) und beim Filmfestival in Calgary (Kanada) lief.
- Musik von Vargo wurde in internationalen Werbespots von Fujitsu Siemens oder MAN verwendet. Diese Werbespots liefen auf zahlreichen Festivals und sind mehrfach preisgekrönt, beispielsweise ITVA Festival Köln, CINE Washington D.C., WorldFest Houston etc.
- Das Album „Beauty“ ist in den USA in drei Kategorien des 2006 NAR Lifestyle Music Award nominiert: Best Vocal Album, Best Dance/Dub/Club Album, Best Cover Art.
- Auf Vargos 2010 erschienenen Album „Precious“ hat der amerikanische Autor Dan Millman einen Gastauftritt. Seine Stimme ist auf dem Track „Warriors“ zu hören, der von seinem Buch Der Pfad des friedvollen Kriegers inspiriert wurde.[2][3]

## Diskografie

### Alben
- Beauty (2004)
- The Mixed Up – EP: Get Back to Serenity (2006)
- Lover’s Lane Island Memories - EP (2006)
- Precious (2010)
- Le voyage abstrait presents Vargo - EP (2010)
- Warriors (feat. Dan Millman) - EP (2010)
- Warriors in the Mix - EP (2010)
- Dear Friends - EP (2010)
- Lauschkost //1 EP - Feinkost für die Sinne (2011)
- Vargo Lounge - 10 Years of Chill Out (2011)
- Lauschkost //2 - Feinkost für die Sinne (2012)
- Lauschkost //3 - Feinkost für die Sinne (2013)
- Vargo Lounge - Summer Celebration 1 (2013)
- Lauschkost //4 - Feinkost für die Sinne (2014)
- Vargo Lounge - Summer Celebration 2 (Brazil Edition) (2014)
- Goodbye Is a New Beginning (2014)
- Vargo Lounge - Summer Celebration 3 (2015)

### Kompilationsbeiträge
- Vargo erschienen auf rund 200 Kompilationen wie beispielsweise Café del Mar, Buddha Bar, Space Night, Bar Lounge Classics, Klassik Lounge.